# Eduard Mirus
Eduard Mirus   (Klagenfurt, 12 de maig de 1859 - Després de 1892), fou un cantant baríton alemany, compilador i editor de col·leccions de cançons.
Va començar la seva carrera escènica el 1885 al Teatre Municipal de Magúncia, on va debutar com a Comte Liebenau al <<Armero>> de Lortzing. El 1888 va ser cridat al Teatre Carl de Viena. Aquí va aparèixer en nombrosos papers d'òpera i opereta, va continuar al mateix temps la seva educació i va estudiar u.a. Musicologia amb Eduard Hanslick. El 1890 va ser el primer baríton al Teatre Municipal de Budweis (Ćeske Budějovice), del qual va pertànyer fins a 1895. No obstant això, ell va romandre a Viena com a professor de cant valorat i, per cert, només va actuar com a cantant de concert.
A més de professor de cant a la capital austríaca, també és dedicà a compondre diverses col·leccions de lieder, entre elles les titulades Gesammelte Männerchöre Liederbuch, i Messgesänge f. Mittelschulen.